# 1613

## Esdeveniments

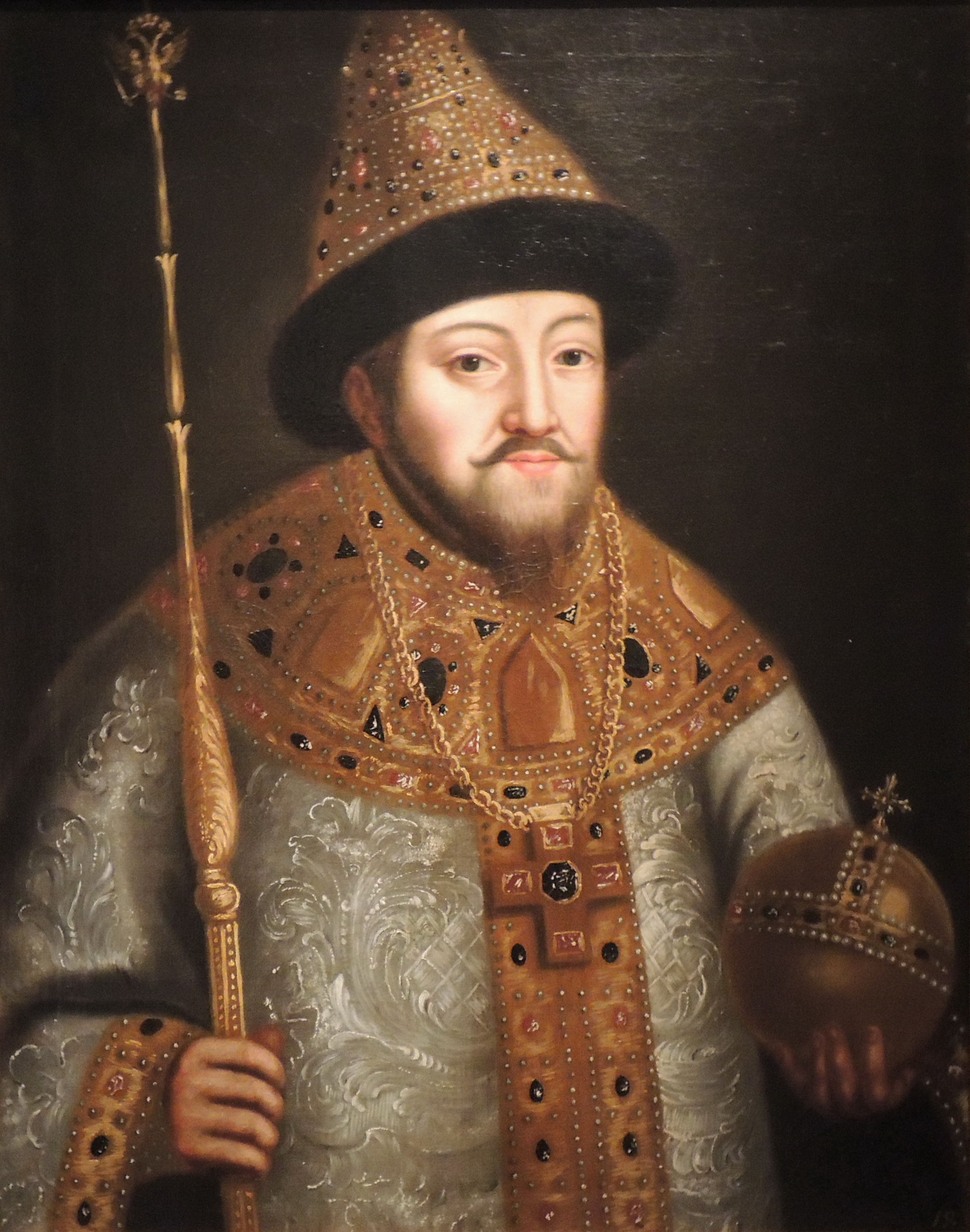
Miquel III Romànov

- 7 de febrer: Miquel III Romànov, nebot del desaparegut Ivan el Terrible, és elegit nou tsar, i Rússia recupera l'ordre intern i conté les invasions foranes. Miquel només tenia 16 anys, i el 24 de març, membres del Consell que l'havia elegit van descobrir el jove tsar i la seva mare al monestir d'Ipatiev. Ella va dir que el seu fill era massa jove, però Miquel va acceptar el tron i el 22 de juliol iniciava el seu regnat. De fet, qui va governar va ser el seu pare, Fiodor Nikititx Romànov, aleshores patriarca de Rússia, que va assumir les tasques polítiques del seu fill. La dinastia dels Romànov va regnar a Rússia del 1613 al 1917.[1]
- Comença el colonialisme anglès a l'Índia
- Galileu demostra la rotació del Sol observant les taques solars
- El foc destrueix el teatre Globe de Londres
- L'Imperi Otomà envaeix Hongria

## Naixements
- 15 de juliol - Kunshan, Jiangsu, Xina: Gu Yanwu, filòsof i historiador xinès (m. 1682).[2]
- Khushal Khan Khattak, poeta i dirigent paixtu.

## Necrològiques
- 16 de novembre - València: Andreu Rei d'Artieda, militar, advocat, poeta i dramaturg valencià (n. 1549).